# Лазаревића чардак у Пријевору
Лазаревића чардак у Пријевору,  насељеном месту на територији града Чачка, представља непокретно културно добро као споменик културе.
Зграда је подигнута као гостинска кућа у првој половини 19. века, грађена је на равном терену, са подрумом испод читавог објекта, доксатом и две собе на спрату. Подрум је зидан грубо обрађеним каменом, а спрат је од чатме. Дубоки доксат је од дрвета са ниском оградом од шашовца. Четвороводни кров је покривен ћерамидом. Конзерваторско-рестаураторски радови изведени су 1977. године и обухватили су радове на реконструкцији доксата и степеништа, препокривању крова пробраном старом ћерамидом, презиђивању димњака и малтерисању и кречењу свих зидова споља и изнутра. Сви дрвени делови премазани су заштитним средством. 
Недостатак интересовања власника за очување овог чардака, као и одсуство текућег одржавања након изведених радова, резултирали су оштећењима крова услед померања покривача од ћерамиде. Лошем стању зграде допринели су и земљотреси из 2007. и 2010. године, а коначан епилог је рушење чардака након обилних падавина, 2014. године.